# Deutscher Ruder-Club von 1884

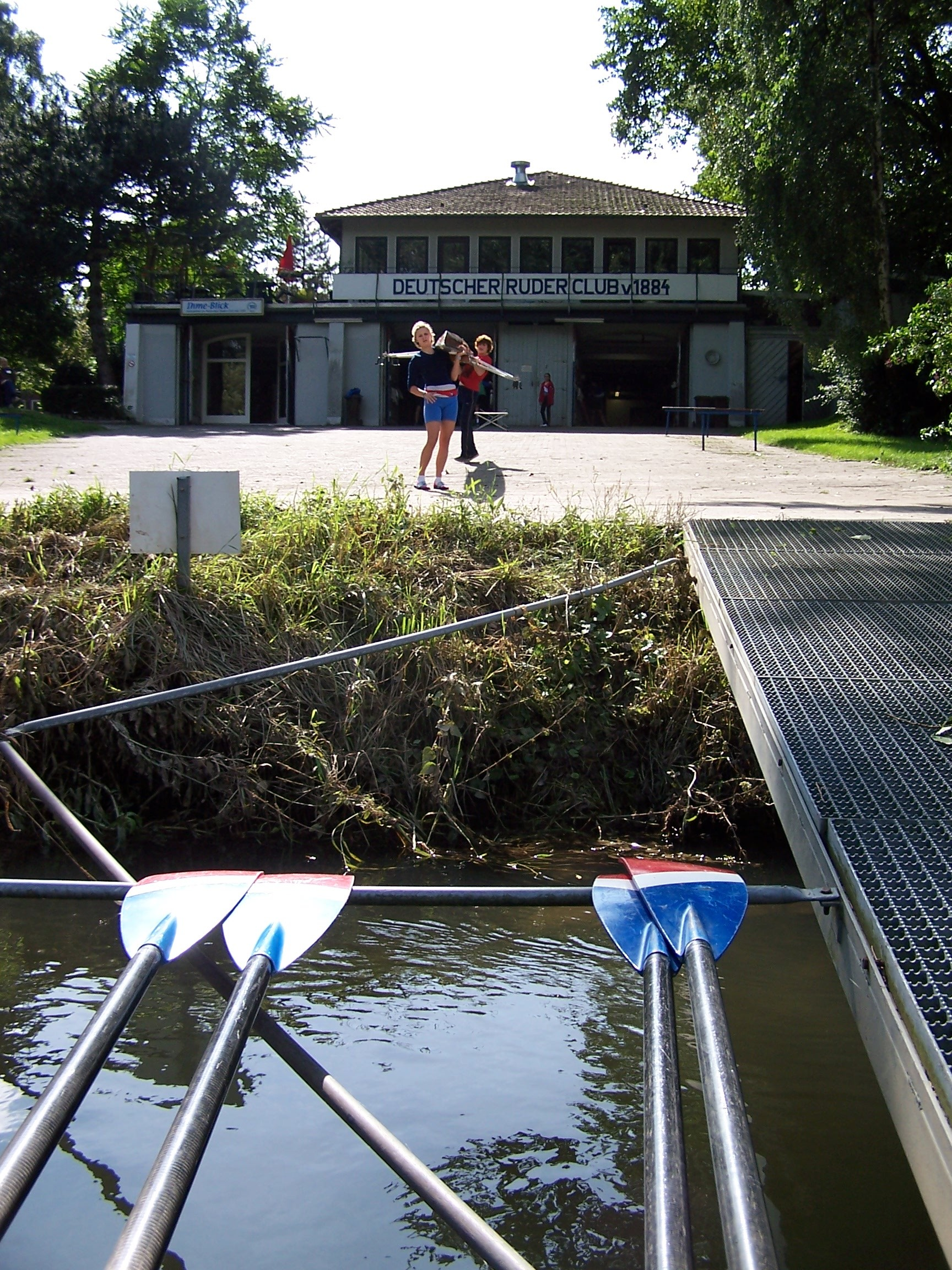
Bootshaus des DRC Hannover an der Ihme in Hannover

Der Deutsche Ruder-Club von 1884 e. V. (DRC von 1884) ist ein Ruderverein in Hannover, dessen Bootshaus seit 1948 am Fluss Ihme im Stadtteil Linden-Süd steht. Der Verein hat zurzeit 389 Mitglieder und verfügt über 83 Ruderboote. Einzig betriebene Sportart ist Rudern. Sprecher des Vorstands (Vorsitzender) ist seit 2021 Julius Peschel.

## Geschichte
Der DRC von 1884 ist der Zusammenschluss von ehemals drei Vereinen und entstand im Jahr 1947 aus der Fusion des Rudervereins Deutschland von 1884 und der Rudergesellschaft Hannover-Linden („Ha-Li“), gegründet 1899. Bereits 1928 war der Ruderverein „Triton“ von 1885 im Ruderverein Deutschland aufgegangen.
Er gehört zu den 50 ältesten Ruderclubs in Deutschland. Namhafte Persönlichkeiten des deutschen Rudersports, darunter Dr. Walter Wülfing, ehemaliger Präsident und NOK-Mitglied, sind unmittelbar mit dem Ruderverein verbunden. Größter Erfolg ist die Goldmedaille im Deutschland-Achter bei den Olympischen Spielen in Mexiko 1968, die Wolfgang Hottenrott bejubelt nach Hannover holte.

## Sportbetrieb
Ruderrevier des DRC sind die hannoverschen Flüsse Ihme und Leine im Stadtgebiet. Im Bootshaus gibt es für die Mitglieder einen Fitnessraum und ein Ruderbecken. Der Club hat vor allem in der Jugendabteilung eine stark leistungssportliche Ausrichtung, hat aber auch eine Breitensportgruppe sowie eine für Pararuderer. Kooperationspartner im Leistungssport ist das Gymnasium Humboldtschule in Hannover.

## Persönlichkeiten
- Walter Wülfing (1901–1986), 1947 bis 1961 Präsident des DRC, von 1949 bis 1966 Präsident des Deutschen Ruderverbandes sowie Funktionär in mehreren Sportverbänden, darunter NOK-Mitglied und Vizepräsident des DSB
- Günter Twiesselmann, mehrfacher deutscher Meister, Olympiateilnehmer im Vierer mit Steuermann bei den Olympischen Spielen 1952 in Helsinki
- Edgar Heidorn (1941–2020), mehrfacher deutscher Meister und Olympiaersatzteilnehmer bei den Olympischen Spielen 1964 in Tokio
- Wolfgang Hottenrott mehrfacher deutscher Meister, olympische Goldmedaille im Achter 1968 in Mexiko
- Heinz Mußmann mehrfacher deutscher Meister und ein vierter Platz im Zweier mit Steuermann bei den Olympischen Spielen 1972 in München
- Frank Richter mehrfacher deutscher Meister, gewann im Achter zwei olympische Medaillen in den Jahren (1992 Bronze und 1996 Silber) in Atlanta
- Michelle Darvill mehrfache deutsche Meisterin, startete bei den olympischen Spielen 1996 in Atlanta und holte den achten Platz, Weltmeisterin im Leichtgewichts-Doppelzweier 1997 mit Angelika Brand
- Angelika Michel (geb. Brand) mehrfache deutsche Meisterin, Ersatzfrau bei den olympischen Spielen 2000 in Sydney, Weltmeisterin im Leichtgewichts-Doppelzweier 1997 mit Michelle Darvill
- Thorsten Schmidt, mehrfacher deutscher Meister, Olympiateilnehmer bei den Olympischen Spielen 2000 in Sydney im Leichtgewichts-Doppelvierer
- Siglind Koehler nahm im TA-Doppelzweier bei den Sommer-Paralympics 2008 in Peking teil.
- Carlotta Nwajide,mehrfache deutsche Meisterin, Vizeweltmeisterin im Doppelvierer 2018, Europameisterin 2019 im Doppelzweier, startet bei den Olympischen Spielen 2021 in Tokio im Doppelvierer